# Messier 67
Messier 67 (M67 o *NGC 2682) és un cúmul obert situat en la constel·lació de Cranc. Va ser descobert per Johann Gottfried Koehler en una data anterior a 1779, tot i que no va resoldre cap estrella. Independentment Charles Messier el va descobrir el 1780 i el va incloure al seu catàleg
M 67 és un dels cúmuls estel·lars oberts més antics que es coneixen. Les seves estrelles tenen una edat del mateix ordre que el nostre sistema solar (4000-7000 anys), és per això que és objecte d'estudi de científics en el camp d'evolució estel·lar.
M67 és del tipus trumpler és II,2,r (segons Glyn Jones), II,2,m (segons el Sky Catalog del 2000), o II,3,r (segons Götz). La seva magnitud conjunta en banda B (filtre blau) és igual a la 7.6, la magnitud en banda V (filtre verd) és igual a la 6.9.
De la seva velocitat radial, 32.30 km/s, es dedueix que s'allunya a la Terra a 116 280 km/h: aquesta velocitat és originada per la combinació de la seva velocitat orbital al voltant del nucli de la Via Làctia, a més de la velocitat pròpia del Sol i de la Terra.
M67 té aproximadament 500 components. Conté 11 estrelles gegants de tipus espectral K amb magnitud absoluta entre +0.5 i +1.5, així com algunes estrelles en la zona més blava de la seqüència principal, la més brillant d'elles de tipus espectral B8 o B9. També posseeix 200 nanes blanques i 100 estrelles semblants al nostre sol. La magnitud aparent de les seves estrelles més brillants és al voltant de 10ª.
A causa de l'alt nombre d'estrelles, de tipus tan distints, ha estat estudiat intensament: Shapley (1917) va realitzar els primers treballs sobre els seus colors i magnituds, Barnard (1931) va mesurar la posició dels seus principals components (per a determinar els seus moviments propis), Popper (1954) els espectres de les seves brillants estrelles, mentre que Johnson i Sandage (1955) van elaborar el primer diagrama HR precís de prop de 500 estrelles, descobrint la seva elevada edat i el seu estat tan evolucionat.
Fins a la data (2006) s'han descobert la presència de 25 fonts de raigs X en el cúmul, la majoria d'elles estrelles binàries interaccionants (presumiblement del tipus RS CVn), amb períodes orbitals de 10 dies o menys.
En la seva part sud, pràcticament en la zona occidental, apareix un petit agrupament de nou estrelles conegut com a Dipper: té forma de petit cometa amb la cua corbada; una de les seves estrelles components és la variable S 999. Conté bastants variables del tipus binària eclipsant i binària espectroscòpica; algunes d'aquestes estrelles, fàcilment visibles per a telescopis d'aficionat dotat de càmera CCD són: 
- AH Cnc: de magnitud 13.33, és una binària del tipus UW UMa descoberta en 1960; el seu període és igual a 0.360452 dies, la seva amplituds pròxima a 0.40 magnituds.

- EV Cnc: de magnitud 12.78, també és una binària de tipus UW UMa; va ser descoberta en 1991, té un període igual a 0.44144 dies i una amplitud igual a 0.18 magnituds.

- AG Cnc: amb magnitud 13.77 presenta un període igual a 2.84 dies i una amplitud de 0.20 magnituds.

- S 999: de magnitud 12.60 és una variable de llarg període (9.2 dies) que presenta una amplitud fotomètrica igual a 0.07 magnituds; està situada en la part nord del Dipper.

- S 1063: també coneguda com a NSV 4274, és un astre de magnitud 13.79 amb un període de variació molt llarg, comprès entre els 17 i 18 dies (fins a l'any 2006 no està bé determinat), amb una amplitud de 0.18 magnituds.

- ES Cnc: amb magnitud 11.19 és una de les més brillants del cúmul; es tracta d'una estrella del tipus blue straggler (estrella errant blava) que resulta ser també una variable eclipsant amb un període igual a 1.0677978 dies.

Molt recentment (2004) s'ha publicat un estudi del cúmul en el qual s'han mesurat les magnituds de les seves estrelles amb una precisió de deumil·lèssimes de magnitud: (0.0001 magnitud); el treball en qüestió és A high relative precision color-magnitude diagram of M67 .